# Gaboro
Ninos Moses Khouri (Norrköping, 20 december 2000 – aldaar, 19 december 2024), beter bekend als Gaboro, was een Zweedse rapper en songwriter die in 2024 werd neergeschoten en overleed.

## Biografie
Gabor kwam uit  Hageby/Navestad in het zuiden van Norrköping en werd beschouwd als een rijzende ster in de Zweedse hiphopscene. Hij droeg een opvallend zwart skimasker en een zonnebril in zijn muziekvideo's, wat zijn handelsmerk werd. Hij werd in december 2024 vermoord tijdens een bendeschietpartij.
Khouri is geboren en getogen in Hageby/Navestad in Norrköping in een Aramese gezin. Khouri kreeg voor het eerst erkenning op TikTok in 2022 en is vooral bekend van nummers als "Browski" en "Suavemente".
Khouri stond bekend om het verdoezelen van zijn identiteit met een zwarte bivakmuts en zonnebril. Volgens TV4 maakte zijn unieke stijl hem populair onder jongeren.
In de videoclip voor "Browski" verschijnt Gaboro gemaskerd met een Aramese adelaar gedrukt op de pet van een dief en met een patroongordel, omringd door gemaskerde mannen. Het petkostuum van de dief met een Syrisch-Aramese adelaar was een terugkerend element in zijn muziekvideo's. In een interview met de Zweedse DJ Alan Max zei Gaboro dat het een eerbetoon was aan zijn Syrisch/Assyrische roots. Ook verklaarde hij dat hij niet van aandacht hield en er de voorkeur aan gaf zijn privéleven en muziekcarrière te scheiden. "Het symboliseert alle Aramese mensen. Ik dacht dat iedereen een zwart masker heeft, dus ik ga deze adelaar toevoegen", zei Gaboro in het interview.
Op 19 december 2024, om 20.45 uur, ontving de politie verschillende telefoontjes over vermoedelijke geweerschoten in Norrköping. Verschillende agenten kwamen ter plaatse en troffen Khouri ernstig gewond aan op een parkeerplaats nadat hij was neergeschoten. Om 22.48 uur werd volgens de politie bevestigd dat Khouri aan zijn verwondingen was overleden. 
Zijn dood wordt onderzocht als moord. Na de moord circuleerde op sociale media een videoclip die de misdaad zou laten zien, naar verluidt gefilmd door de dader. Het overlijden werd gevolgd door eerbetoon van collega-muzikanten en fans, onder meer van de Zweedse DJ Alan Max en de Zweedse rapper Imenella.
Khouri naam werd ook op een "dodenlijst" geschreven door hun rivaliserende bende genaamd Marielundnetwork. De lijst werd in september 2023 gedeeld op Snapchat. Daar worden verschillende mensen genoemd, waaronder Khouri. Er staat onder meer dat “iedereen op deze lijst vroeg of laat zal sterven” en richt zich op “hoeren” uit Navestad, Hageby en Ljura. Er staat dat mensen moeten worden ‘uitgeroeid’ met de Hitler-methode. De dodenlijst eindigt met ‘met vriendelijke groeten van gene zijde.

## Discografie

### Albums
- Wlak 2 (2023)

### Eps
- Wlak (2022)
- Rush Hour (2024)

- MusicBrainz: b0efcf6e-0987-436c-a949-b566d19e509b